# NXT Wrestling
NXT Wrestling，是世界摔角娛樂旗下的發展聯盟，總部位在美國佛羅里達州橙縣奧蘭多溫特帕克。NXT Wrestling自2012年8月成立以來至2013年6月，是獨立但隸屬於世界摔角娛樂的摔角聯盟。2013年6月，NXT Wrestling的網站被世界摔角娛樂關閉，而其內容被轉移到WWE.com。